# Gloucester, Anglija
Gloucester (/ˈɡlɒstər/ ⓘ GLOS-tər) je mesto s stolnico in okrožno mesto Gloucestershire v jugozahodni Angliji. Gloucester leži ob reki Severn, med Cotswoldom na vzhodu in Forest Dean na zahodu; je 31 km vzhodno od Monmoutha in 27 km vzhodno od meje z Walesom. Gloucester ima okoli 132.000 prebivalcev, vključno s primestnimi območji. Je pristanišče, ki je preko Gloucester in Sharpness Canala povezano z estuarijem Severn.
Gloucester so leta 97 ustanovili Rimljani pod cesarjem Nervo kot Colonia Glevum Nervensis. Prva listina, ki omenja mesto je iz leta 1155 kralja Henrika II. Gospodarsko gledano v mestu prevladujejo storitvene dejavnosti, ima močan finančni in poslovni sektor in je bilo v zgodovini pomembno v letalski in vesoljski industriji.
Glavna znamenitost mesta je stolnica v Gloucestru, ki je grobišče kralja Edvarda II. in Walterja de Lacyja; pojavlja se v prizorih iz filmov o Harryju Potterju. Druge zanimivosti vključujejo muzej in šolo za umetnost in znanost, nekdanji okrajni zapor (na mestu saškega in normanskega gradu), dvorano Shire (zdaj sedež okrožnega sveta) in spominsko cerkev Whitefield. V parku na jugu mesta je zdravilišče, vrelec železove vode, ki so ga odkrili leta 1814.

## Toponimija
Iz rimskega imena mesta, Glevum, so anglosaški migranti po letu 410 s svojo novonastalo fevdalno strukturo, kraljestvom Wessex, nadomestili romansko-keltsko družbo območja in spremenili ime mesta iz Caerloyw (izgovori [kaɨrˈlɔɨʊ, kairˈlɔiʊ]), ime Gloucester v sodobni valižanščini, hkrati pa prepozna prisotnost rimske utrdbe. Caerloyw je zloženka iz caer, kar pomeni 'utrdba, grad' in loyw, iz gloyw, kot bi jo izgovorili številni govorci, kar pomeni 'svetel, sijoč'.
Sčasoma je bila sprejeta različica izraza -cester/chester/caster namesto valižanskega caer. Ime Gloucester torej pomeni približno 'svetla utrdba'. Srednjeveški pravopisi vključujejo Caer Glow, Gleawecastre in Gleucestre.

## Zgodovina

### Rimski Gloucester
Glevum je bil ustanovljen okoli leta 48 našega štetja na pomembnem križišču reke Severn in blizu poti Fosse, zgodnje frontne črte po rimski invaziji na Britanijo. Sprva je bila rimska utrdba ustanovljena v današnjem Kingsholmu. Dvajset let kasneje je bila v bližini na nekoliko višjem terenu zgrajena večja legijska trdnjava s središčem na današnjem Gloucester Crossu, okoli nje pa je zrasla civilna naselbina. Verjetno je bila rimska XX. legija Valeria Victrix tu ustanovljena do leta 66 in nato II. legija Augusta, ko so se pripravljali na napad na Wales med 66 in 74 našega štetja, ki je ostal kasneje do okoli leta 87.
Gloucester je postal Colonia leta 97 kot Colonia Nervia Glevensium ali Glevum v času vladavine Nerve. Verjetno je Glevum postal glavno mesto province Britannia Prima.
V približno 15 letih so nove zasebno zgrajene posesti nadomestile prejšnje vojašnice in javne stavbe, templje in kopališča v kamnu. Začela se je dovajati vodovodna napeljava. Položeni so bili odtoki in kanalizacija. Na mestu legijskega principia je bil urejen mogočni osrednji forum, obdan s stebrišči in na treh straneh obdan z deloma lesenimi trgovinami. Južno od foruma je zapirala bazilika 100 m × 40 m. V mestu je bilo zgrajenih veliko lepih hiš z mozaičnimi tlemi.
Na svojem vrhuncu je Glevum morda imel kar 10.000 prebivalcev. Celotno območje okoli Glevuma je bilo v 2. in 3. stoletju intenzivno romanizirano z večjo porazdelitvijo vil od običajne.
Ob koncu 3. stoletja ali v začetku 4. stoletja je bilo mestno obzidje iz 2. stoletja močno spremenjeno. V dveh fazah jo je zamenjal močnejši in višji kamen, ki je slonel na masivnih ponovno uporabljenih kamnitih blokih. V drugi fazi so bloki počivali na globokih lesenih pilotih. Dodani so bili kamniti zunanji stolpi; pred novim obzidjem sta bila vrezana tudi dva vzporedna široka jarka.
Ostanki rimskega mesta so še vedno vidni:
- Številni arheološki artefakti in nekateri zidovi na kraju samem v mestnem muzeju in umetniški galeriji Gloucester
- Ostanki rimskih in srednjeveških vzhodnih vrat v dvorani vzhodnih vrat na ulici Eastgate.
- Ulice Northgate, Southgate, Eastgate in Westgate sledijo liniji svojih prvotnih rimskih cest, čeprav se je ulica Westgate premaknila nekoliko proti severu, ulica Southgate pa se zdaj razteza skozi mesto rimske bazilike.

Napisov skoraj ni. Dokaze o naselju po koncu rimske okupacije je mogoče najti v Historia Brittonum (Zgodovina Britov), kjer piše, da naj bi Vortigernov dedek vladal v Gloucesteru.

### Post-rimski Gloucester
Umik vseh rimskih sil in številnih družbenih voditeljev okoli leta 410 je morda omogočil vodilnim družinam plemena Dobunni, da ponovno pridobijo oblast znotraj zdaj pod vplivom Rimljanov, medsebojno povezanih in premešanih keltskih britskih lokalnih prebivalcev. To mešanico odraža dejstvo, da ima velika manjšina osnovnih besed in razpoložljivih sinonimov v valižanščini latinsko osnovo. V Anglosaški kroniki je Gloucester prikazan kot del Wessexa iz bitke pri Deorhamu leta 577. V nekem trenutku zatem je bil Gloucester skupaj s preostalim grofovjem brez Deanskega gozda del manjšega kraljestva Hwicce. Leta 628 je zaradi bitke pri Cirencestru to kraljestvo postalo stranka ali podkraljestvo Mercie. Od približno leta 780 se Hwicce niso več pretvarjali kot kraljestvo in so postali del Mercie. Mercia, povezana z zakonsko zvezo in skupna želja po zoperstavljanju danskemu napadu, saj je osvojila širši del otoka na splošno, se je okoli leta 877–883 podredila Wesseškemu kraljestvu Alfreda Velikega. Pisec 20. stoletja intuitivno dodaja, da se je rimsko deblo Gleu- Glev- nedvomno izgovarjalo brez končnega soglasnika. Claudia Castra je omenjena v 18. stoletju kot možno latinsko ime, povezano z mestom.
Prva premostitvena točka na plovni, obrambni pregradi, velika reka in ustanovitev opatije sv. Petra leta 681 s strani Ethelreda iz Mercie so spodbujali rast mesta; in pred normansko osvojitvijo Anglije je bil Gloucester okrožje, ki ga je upravljal šerif, z gradom, ki je bil pogosto kraljeva rezidenca, in kovnico denarja. V zgodnjem 10. stoletju so ostanke svetega Oswalda prenesli v majhno cerkev in tam zgradili svetišče, ki je privabljalo romarje. Zasnova osrednje ulice naj bi segala v obdobje vladavine Ethelflede v poznih saških časih.
Leta 1051 je bil Edvard Spoznavalec na sodišču v Gloucestru in tam mu je grozila vojska, ki jo je vodil Godwin, grof Wesseški, vendar je incident povzročil nemir in ne bitko.

### Srednji vek
Po normanski osvojitvi je William Rufus Roberta Fitzhamona postavil za prvega barona ali gospodarja Gloucestra. Fitzhamon je imel vojaško oporišče na gradu Cardiff in v naslednjih letih je bila zgodovina Gloucestra tesno povezana z zgodovino Cardiffa.
Novembra 2011 so severno od mesta odkrili edinstven kovanec, datiran v leta 1077–1080. Na njem je ime denarnika Silacwine in kraj kovanja. Portable Antiquities Scheme je dejal, da do odkritja kovanca ni bilo znanih primerkov kovancev Viljema I., kovanih v Gloucestru v tem obdobju.
Med anarhijo je bil Gloucester središče podpore kraljici Matildi, ki jo je pri zahtevah po prestolu podpiral njen polbrat, Fitzhamonov vnuk, Robert, 1. grof Gloucestrski (znan tudi kot Robert Gloucestrski). Potem ko se je to obdobje sporov končalo z vzponom njenega sina Henrika na angleški prestol kot Henrik II. Angleški, je Henrik podelil Robertu v posest grad Cardiff, ki je kasneje prešel na Williama Fitza Roberta, 2. grofa Gloucestrskega, Robertovega sina. Zgodba o anarhiji je živo pripovedovana v seriji slik Williama Burgesa iz 19. stoletja na gradu.
Henrik je leta 1155 podelil Gloucestru prvo listino, ki je meščanom dala enake svoboščine kot državljanom Londona in Winchestra. Druga listina Henrika II. jim je dala svobodo prehoda po reki Severn. Prvo listino je leta 1194 potrdil kralj Rihard I. Levjesrčni. Privilegije okrožja je močno razširila listina kralja Ivana (1200), ki je dala svobodo plačila cestnine po vsem kraljestvu in prošenj zunaj okrožja.
Leta 1216 je bil kralj Henrik III. Angleški, star komaj deset let, okronan s pozlačenim železnim prstanom v kapiteljski hiši gloucestrske stolnice. Med njegovo vladavino je bila Eleanor, lepa služkinja iz Bretanje, njegova sestrična, od 1222 do 1223 in od 1237 do 1238 na kratko zaprta na gradu Gloucester kot državna jetnica, poleg nekje med vladavino kralja Ivana.
Pomen Gloucestra v srednjem veku je poudarjen z dejstvom, da je imel številne samostanske ustanove, vključno z samostanom sv. Petra, ustanovljenim leta 679 (kasneje gloucesterska stolnica), bližnjim samostanom sv. Oswalda, ustanovljenim v 880-ih ali 890-ih letih, samostanom Llanthony Secunda, ustanovljen leta 1136 kot zatočišče za skupnost valižanskih menihov (zdaj blizu zahodne obvoznice), frančiškansko skupnost Greyfriars, ustanovljeno leta 1231 (v bližini nakupovalnega središča Eastgate), in dominikansko skupnost Blackfriars, ustanovljeno leta 1239 (Ladybellegate Street). Ima tudi nekaj zelo zgodnjih cerkva, vključno s cerkvijo St Mary de Lode, blizu stolnice in normansko cerkev St Mary de Crypt v ulici Southgate.
Poleg tega obstajajo dokazi o judovski skupnosti v Gloucestru že v letih 1158–1159; živeli so okoli današnje ulice East Gate Street in imeli sinagogo na južni strani, blizu cerkve sv. Mihaela. Gloucester je bil verjetno dom rabina Mosesa, ki je ustanovil pomembno anglo-judovsko družino. Dominikanski menihi so Jude v mestu lažno obtožili umora otroka, Harolda iz Gloucestra, v poskusu vzpostavitve kulta, podobnega kultu Williama iz Norwicha, ki je popolnoma propadel. Kljub temu so se obtožbe ponovile v času edikta o izgonu. Januarja 1275 je Eleanor Provansalska izgnala Jude iz vseh mest v svojih ozemljih, Judom iz Gloucestra pa je bilo ukazano, naj se preselijo v Bristol, a ker so tam ugotovili posebno težke razmere, so jih preselili v Hereford.
V srednjem veku je bila glavni izvoz volna, ki je prihajala iz Cotswolda in je bila predelana v Gloucestru; drugi izvoz je obsegal usnje in železo (orodje in orožje). Gloucester je imel takrat tudi veliko ribiško industrijo.
Leta 1222 je ogromen požar uničil del Gloucestra.
Eno najpomembnejših obdobij v zgodovini Gloucestra se je začelo leta 1378, ko je Richard II. Angleški v mestu sklical parlament. Parlamenti so bili tam do leta 1406 pod Henrikom IV. Parlamentarne sobe v katedrali ostajajo kot pričevanje tega pomembnega časa.
Gloucester je leta 1483 vključil kralj Richard III. Angleški, mesto pa je postalo samostojno okrožje.

### Od zgodnjega novega veka do sodobnosti
Listina mesta je bila potrjena v letih 1489 in 1510, Gloucester pa je druge listine o ustanovitvi prejel od kraljice Elizabete I. in kralja Jakoba I.. Princesa Mary je septembra 1525 obiskala Gloucester v spremstvu svojih dam in gospodičen. V Quedgeleyju jo je pričakal župan John Rawlins. Njen oče Henrik VIII. Angleški in njegova takratna kraljica Anne Boleyn sta obiskala julija 1535. Gloucester so uporabili kot izhodišče za lovske izlete v Painswick, Coberley in Miserden. Gloucester so zapustili za Leonarda Stanleyja na poti v grad Berkeley.
Gloucester je bil kraj usmrtitve z zažigom Johna Hooperja, gloucestrskega škofa, v času kraljice Marije leta 1555. Leta 1580 je Gloucestru kraljica Elizabeta I. podelila status pristanišča.
V 16. in 17. stoletju sta bili ustanovljeni dve gimnaziji v Gloucestru: šola Crypt leta 1539 in šola sira Thomasa Richa leta 1666. Obe še danes cvetita kot gimnaziji, skupaj z Ribston Hall in Denmark Road High School.
Med angleško državljansko vojno je padec bližnjega Bristola spodbudil okrepitev obstoječe mestne obrambe. Obleganje Gloucestra se je začelo leta 1643, v katerem so oblegani parlamentarci izšli kot zmagovalci. Royalistov načrt obstreljevanja in izkopavanja predorov do vzhodnih vrat je propadel zaradi neustreznosti kraljevega topništva in ostrostrelskega streljanja obleganih ter vodenja topniškega ognja na kraljevsko taborišče.
Do sredine 17. stoletja sta od gradu Gloucester ostala samo vratarnica in stolp, ki je bil uporabljen kot zapor, dokler ni bil ocenjen kot neprimeren in porušen v poznih 1780-ih. Do leta 1791 je bil novi zapor dokončan, tako da o nekdanjem gradu ni ostalo nobene sledi.
V 19. stoletju je mesto zraslo z novimi stavbami, vključno z Wellington Parade in Picton House, ki je na seznamu Grade II (ok. 1825).
Epidemija črnih koz v Gloucesterju leta 1896 je prizadela približno 2000 prebivalcev.
Med drugo svetovno vojno so v Gloucestru zgradili dve skladišči nafte. Shell-Mex in BP sta leta 1941/42 na kanalu Berkeley zgradila vladno civilno skladišče s šestimi 4000-tonskimi polzakopanimi rezervoarji in ga povezala s cevovodom, ki je potekal od Merseyja do Avona. Povezan je bil tudi z rezervnim skladiščem letalskih sil ter obratom Shell Mex in BP za cestno in železniško nakladanje. Zaradi hude korozije rezervoarja je bil leta 1971/1972 porušen in odstranjen leta 1976. Drugo skladišče je bilo rezervno skladišče letalskih sil s štirimi 4000-tonskimi napol zakopanimi rezervoarji, ki so jih leta 1941/42 zgradili Shell, Shell-Mex in BP v pristanišču Monk Meadow ob kanalu. Prvotno je bila dostava po cesti, železnici, barži in cevovodu. Povezan je bil tudi z doki ter z napravami Shell Mex in BP za železniške in cestne nakladalne objekte ter civilno skladišče. Leta 1959 je bil premeščen iz Ministrstva za letalstvo na Ministrstvo za moč, zaprt v devetdesetih letih prejšnjega stoletja in odstranjen v poznih 2000-ih.
Najpomembnejši državljani Gloucestra so Robert Raikes (ustanovitelj gibanja nedeljske šole), ki se ga še vedno spominja po imenu hiše Roberta Raikesa v ulici Southgate. Njegov najbolj zloglasni državljan je bil Fred West.
Julija 2007 je Gloucester močno prizadela poplava, ki je prizadela Gloucestershire in okolico. Poplavljenih je bilo na stotine domov, dogodek pa je najbolj ostal v spominu zaradi širšega vpliva – približno 40.000 ljudi je bilo 24 ur brez elektrike, celotno mesto (in okoliška območja) pa je bilo 17 dni brez vodovodne napeljave.
Leta 2009 je bil Gloucester Day ponovno oživljen kot vsakoletni dan praznovanja zgodovine in kulture Gloucestra. Dan izvirno izhaja iz ukinitve obleganja Gloucestra leta 1643, med katerim je mesto med prvo angleško državljansko vojno zdržalo proti rojalističnim silam.

## Geografija
Gloucester je okrožno mesto Gloucestershire in je 53. največje naselje v Združenem kraljestvu po številu prebivalcev. Leta 2002 je bilo v njem 110.600 prebivalcev. Ima tradicionalno najnižjo premostitveno točko najdaljše reke v Združenem kraljestvu, ki jo povezuje z naseljem Over. Popis leta 2011 je zabeležil, da je imelo mesto 121.921 prebivalcev, do leta 2016 pa je bilo njegovo prebivalstvo ocenjeno na 128.488. Mestno območje mesta sega izven njegovih meja z več obrobnimi okrožji. Po popisu leta 2021 je bilo prebivalstvo mestnega območja Gloucester 169.061, kar je zajemalo območja, kot sta Brockworth in Churchdown.
Mesto je na vzhodnem bregu reke Severn, v zavetju Cotswolds na vzhodu, medtem ko se Forest of Dean in Malvern Hills dvigata na zahodu oziroma severu. Gloucester je pristanišče, povezano s kanalom Gloucester and Sharpness Canal, ki poteka od Gloucestrskih dokov do estuarija Severn, kar omogoča večjim ladjam, da dosežejo doke, kot bi bilo mogoče na plimskih delih same reke, ki sega precej severno od mesta do Most Haw. Pristanišča, skladišča in sami doki so do prenove v 1980-ih. Zdaj tvorijo javni odprti prostor. V nekaterih skladiščih je zdaj Muzej vodnih poti Gloucester, druga so bila spremenjena v stanovanja, trgovine in bare. Poleg tega se v Carinarnici nahaja muzej Vojakov Gloucestershira.
Gloucester je sestavljen iz različnih sosesk, od katerih nekatere ustrezajo volilnim oddelkom mestnega sveta.
Samo mesto ne vsebuje zelenega pasu; vendar pa na severovzhodu meji na zeleni pas v okoliškem okrožju Tewkesbury, ki pomaga ohranjati lokalne zelene površine, preprečuje nadaljnje širjenje mest in nenačrtovano širitev proti Cheltenhamu in Innsworthu ter ščiti manjše bližnje vasi, kot so Churchdown, Badgeworth, Shurdington in Twigworth.

## Znamenitosti
Gloucestrska stolnica, na severu mesta blizu reke, izvira iz temeljev samostanske cerkve, posvečene sv. Petru leta 681. Je pokopališče kralja Edvarda II. in Walterja de Lacyja. Stolnica (predvsem njen samostan) je bila uporabljena za prizore na hodniku v filmih Harry Potter in kamen modrosti, Harry Potter in dvorana skrivnosti ter Harry Potter in Princ mešane krvi. Kripta je bila uporabljena za prizor v Sherlockovi božični specialki. K dekaniji je kapela normanskega priorja. Na Trgu sv. Marije pred vrati opatije je bil leta 1555 pod kraljico Marijo I. mučen škof Gloucestra, škof John Hooper. Tukaj je pokopan angleški kralj Edvard II. 
Iz prejšnjih obdobij zgodovine Gloucestra je ohranjenih veliko število dvokapnih in pollesenih hiš iz srednjeveškega in tudorskega obdobja. Na mestu, kjer so se sekale štiri glavne ulice, je stala Tolsey (mestna hiša), ki jo je leta 1894 nadomestila moderna stavba. Nobena od starih javnih stavb ni ostala, razen New Inn v ulici Northgate.  (1450). New Inn je bila zgrajena za romarje v času opata Sebroka, s podporo Edward II. Je lesena hiša, z močnimi, masivnimi zunanjimi galerijami in dvorišči. Okoli leta 1450 jo je zgradil menih John Twyning.
Kraljevi trg je v središču mestnega središča in zaseda prostor, kjer sta bila nekoč živinska tržnica in avtobusna postaja. Uradno odprt leta 1972 je bil osrednji del radikalne prenove mesta, načrta Jellicoe, ki je bil prvič predlagan leta 1961. Stoji poleg trgovine Debenham's (prej Bon Marché), zgrajene v zgodnjih 1960-ih. Številne značilnosti prenove so bile od takrat razstavljene; brutalističnih betonskih fontan sredi trga ni več, nadzemne ceste, ki so povezovale tri večnadstropna parkirišča okoli centra, pa so bile zaprte ali odpravljene. Glavna avtobusna postaja je leta 1963 prejela nagrado Civic Trust Award, a je bila od takrat porušena, leta 2018 pa je bila na istem mestu zgrajena nova avtobusna postaja. Leta 2012 je bil predstavljen načrt za prenovo trga v vrednosti 60 milijonov funtov. Leta 2014 je bila znamenita restavracija Golden Egg porušena in ustvarjen je bil nov videz javnega prostora. Predhodna arheološka izkopavanja so pod njo razkrila rimsko hišo.
Poleg številnih cerkev stojijo v Gloucesteru še manjše kapele. Po pomenu izstopajo štiri: 
- St Mary de Lode, s stolpom in prižnico iz normanskega obdobja, ki je bila zgrajena na mestu rimskega tempeljskega kompleksa in bi lahko bila prva krščanska cerkev v Britaniji.
- St Mary de Crypt iz 12. stoletja, s kasnejšimi dopolnitvami in ogleda vrednim stolpom.
- Cerkev svetega Mihaela, za katerega pravijo, da je zgrajen v povezavi s starodavnim samostanom svetega Petra in
- Cerkev sv. Nikolaja, prvotno normanska, stolp in razširitve pa so iz poznejših obdobij.

V okolici St Mary de Crypt so manjši ostanki samostanov Greyfriars in Blackfriars ter tudi mestnega obzidja. Pod Zlatim runom (The Monks Bar) in Saracen's Head gostilnama sta še danes ohranjeni obokani kleti. Poleg tega je v mestu rimskokatoliška cerkev svetega Petra, ki je zaščitena stavba stopnje II*.
Med gradnjo trgovine Boots na vogalu Brunswick Road in Eastgate Street leta 1974 so našli rimske ostanke. Te je mogoče videti skozi stekleno vitrino na ulici. Na zadnji strani razstavnega centra Gloucester Furniture Exhibition Center je mogoče videti del mestnih južnih vrat.
Druge zanimivosti vključujejo muzej in šolo za umetnost in znanost, nekdanji okrajni zapor (na mestu saškega in normanskega gradu), dvorano Shire (zdaj sedež okrožnega sveta) in spominsko cerkev Whitefield. V parku na jugu mesta je zdravilišče, vrelec železove vode, ki so ga odkrili leta 1814. Zahodno od tega, čez kanal, so ostanki (prehod in nekaj zidov) samostana Llanthony Secunda, celice matične opatije v dolini Ewyas v Monmouthshiru, ki je v času vladavine kralja Edvarda IV. postala sekundarna ustanova.

## Partnerska mesta
- Nemčija, Trier, od 29. junija 1959
- Francija, Metz

Gloucester je bil tudi pobraten z Goudo na Nizozemskem, vendar se je to pobratenje končalo leta 2015.